# Мешево
Мешево (пол. Mieszewo, нім. Meesow) — село в Польщі, у гміні Венґожино Лобезького повіту Західнопоморського воєводства.
Населення — 368 осіб (2011).
У 1975-1998 роках село належало до Щецинського воєводства.

## Демографія
Демографічна структура станом на 31 березня 2011 року:
|          | Загалом | Допрацездатний вік | Працездатний вік | Постпрацездатний вік |
| -------- | ------- | ------------------ | ---------------- | -------------------- |
| Чоловіки | 179     | 28                 | 129              | 22                   |
| Жінки    | 189     | 34                 | 104              | 51                   |
| Разом    | 368     | 62                 | 233              | 73                   |